# Charles Smith (cestista 1967)
Charles Edward Smith IV (Washington, 29 novembre 1967) è un ex cestista statunitense.
Playmaker giramondo di 185 cm per 73 kg, ha militato in tante leghe minori e di sfuggita anche nella NBA, senza collezionare statistiche di rilievo.

## Carriera
Dopo aver giocato a livello liceale per la All Saints High School di Washington D.C., è passato alla Georgetown University. Finita la carriera NCAA non è stato scelto dalla NBA.
È passato anche dal campionato italiano: nel 1998-99 era alla Serapide Pozzuoli. Dopo una parentesi all'Obras Sanitarias, è tornato a giocare in Serie A2 con la Record Napoli. Ha chiuso la sua esperienza con pochi mesi alla Media Broker Messina, sempre in A2.
Fece parte della squadra olimpica statunitense alle Olimpiadi di Seul, dove vinse la medaglia di bronzo.

## Palmarès
- NCAA AP All-America Second Team (1989)
- Miglior passatore CBA (1996)
- Miglior tiratore di liberi CBA (1998)
- 2 volte campione USBL (1995, 1996)
- USBL Player of the Year (1995)
- 2 volte USBL Postseason MVP (1995, 1996)
- 2 volte All-USBL First Team (1995, 1996)
- 2 volte USBL All-Defensive Team (1995, 1996)
- 2 volte miglior passatore USBL (1995, 1996)
- 2 volte migliore nelle palle rubate USBL (1995, 1996)